# Dieter Gieseler
Dieter Gieseler (né le 10 janvier 1941 à Münster et mort le 8 février 2008 à Amelunxen) est un coureur cycliste allemand. Il a notamment été médaillé d'argent du kilomètre aux Jeux olympiques de 1960.

## Biographie
Dieter Gieseler vient au cyclisme influencé par son frère Edi, professionnel à partir d'octobre 1954. Il est entrainé par Gustav Kilian. En 1960, il devient champion d'Allemagne de l'Ouest du kilomètre. Aux Jeux olympiques de Rome, il réalise son record personnel au kilomètre, 1 min 8 s 75. Il obtient la médaille d'argent, étant battu par l'Italien Sante Gaiardoni, qui bat le record du monde en 1 min 7 s 27.
De 1962 à 1967, Dieter Gieseler est coureur professionnel. Il fait équipe en course à l'américaine avec Gustav Kilian junior, fils de son ancien entraîneur.

## Palmarès

### Jeux olympiques
- Rome 1960
  -  Médaillé d'argent du kilomètre

### Championnats nationaux
- Champion d'Allemagne de l'Ouest du kilomètre amateur en 1960